# Monomorium harithe
Monomorium harithe is een mierensoort uit de onderfamilie van de Myrmicinae. De wetenschappelijke naam van de soort is voor het eerst geldig gepubliceerd in 1996 door Collingwood & Agosti.